# East West 101
East West 101 ist eine mehrfach ausgezeichnete australische Krimiserie, die von 2007 bis 2011 produziert und in Australien ab dem 6. Dezember 2007 beim Sender Special Broadcasting Service ausgestrahlt wurde. Die deutschsprachige Erstausstrahlung der ersten Staffel erfolgte ab 19. April 2012 in wöchentlichen Doppelfolgen bei ARTE. Die anderen Staffeln wurden im deutschsprachigen Raum noch nicht gesendet.

## Handlung der ersten Staffel
Die von Steve Knapman und Kris Wyld entwickelte und unter der Regie von Peter Andrikidis umgesetzte Serie spielt in Sydney. Zane Malik arbeitet in der Abteilung für Schwerverbrechen, er ist irakischer Abstammung und Muslim. Sein dienstälterer Kollege Ray Crowley hat britische Wurzeln und ist skeptisch gegenüber Einwanderern und Maliks Ermittlungsmethoden. Gemeinsam ermitteln sie in den von Immigration und Misstrauen geprägten Vororten von Sydney, wobei immer wieder Vorurteile, religiöse Fragen und unterschiedliche Wertvorstellungen thematisiert werden.

## Besetzung
| Rolle                 | Schauspieler    |
| Det. Zane Malik       | Don Hany        |
| Insp. Patricia Wright | Susie Porter    |
| Det. Sonny Koa        | Aaron Fa’aoso   |
| Det. Sgt. Ray Crowley | William McInnes |

## Auszeichnungen
- 2008: AACTA Award für die beste Miniserie;[1] Australian Directors Guild Award;[2] Australian Writers Guild Award[3]
- 2009: AACTA Awards für den Regisseur Peter Andrikidis, die beste TV-Serie und für Susie Porter als beste Schauspielerin in einer TV-Serie[1]

## Kritik
Die Serie wurde von der deutschen Presse positiv rezensiert. Die taz sprach zwar von einer „Klischeeschublade“ und kritisierte die wenig fantasievolle Krimihandlung, lobte jedoch die gute Regie und die Darstellung von gesellschaftspolitischen Fragen. Das Hamburger Abendblatt stellte die Besetzung und die Charakterzeichnungen heraus. Der Spiegel online nannte East West 101 ein „Serien-Highlight“ und „Lehrstück über die Vorurteile einer multiethnischen westlichen Gesellschaft nach 9/11“. Quotenmeter.de bewertete die Serie durchweg positiv, insbesondere die Tatsache, dass sie „nicht nach Schema F verläuft“.